# Weiglas
Weiglas (oberfränkisch: Gruum) ist ein Gemeindeteil des Marktes Grafengehaig im Landkreis Kulmbach (Oberfranken, Bayern). Weiglas liegt in der Gemarkung Grafengehaig.

## Geografie
Der aus zwei Einzelsiedlungen bestehende Weiler liegt in Hanglage westlich des Großen Rehbachs. Haus-Nr. 1 ist über einen Anliegerweg von Seifersreuth aus erreichbar (0,8 km westlich). Von Haus-Nr. 3 und 4 führt ein Anliegerweg nach Grafengehaig (0,6 km nördlich).

## Geschichte
Weiglas bestand ursprünglich aus einem Ganzhof. Gegen Ende des 18. Jahrhunderts gab es in Weiglas sechs Anwesen (1 Halbhof, 1 Gut, 1 Gütlein, 2 Sölden, 1 Tropfhaus). Das Hochgericht übte die Herrschaft Wildenstein aus. Das Rittergut Weiglas war Grundherr sämtlicher Anwesen.
Mit dem Gemeindeedikt wurde Weiglas dem 1812 gebildeten Steuerdistrikt Guttenberg und der im selben Jahr gebildeten Ruralgemeinde Weidmes zugewiesen. In der freiwilligen Gerichtsbarkeit unterstand der Ort bis 1833 dem Patrimonialgericht Weiglas. Am 16. August 1835 wurde Weiglas nach Grafengehaig umgemeindet.

### Einwohnerentwicklung
| Jahr      | 001818 | 001819 | 001861 | 001871 | 001885 | 001900 | 001925 | 001950 | 001961 | 001970 | 001987 |
| Einwohner |        | 28     | 44     | 53     | 44     | 35     | 20     | 29     | 21     | 13     | 3      |
| Häuser    | 6      |        |        |        | 6      | 6      | 4      | 4      | 3      |        | 3      |
| Quelle    | [ 7 ]  | [ 10 ] | [ 11 ] | [ 12 ] | [ 13 ] | [ 14 ] | [ 15 ] | [ 16 ] | [ 17 ] | [ 18 ] | [ 1 ]  |

## Religion
Weiglas ist seit der Reformation evangelisch-lutherisch geprägt und gehört zur Pfarrei Grafengehaig.